# Дидактическая литература
Дидакти́ческая литерату́ра (от др.-греч. διδασκειν — поучать) — литература поучительного содержания, в которой художественная форма используется для выражения научных, этических, философских и прочих идей.

## Понятие
Традиционное определение дидактической литературы как «формы художественного творчества, имеющей целью поучать, показать полезность какого-либо предмета или популяризировать отрасль какой-либо науки», несколько сужает границы понятия, выводя за пределы его, с одной стороны, формы так называемой описательной, или дескриптивной поэзии, с другой — формы тенденциозной и агитационной литературы, в действительности тесно связанные и часто сливающиеся с формами собственно дидактической литературы.
Включение дидактической литературы в область художественно-словесного творчества предполагает наличие в ней эстетического оформления, воспринимаемого, как таковое, и производителем и потребителем дидактической литературы. Поэтому ни дидактический материал, поданный без эстетического оформления (например, научные произведения), ни литературные формы, преследующие другие (например, мнемотехнические) цели (рифмованные правила грамматики, катехизисы и тому подобное) не входят в понятие дидактической литературы.

## Формы
Формы дидактической литературы особенно продуктивно представлены, с одной стороны, в специфических культурах Востока, античного мира и европейского средневековья; именно на почве этих культур создаются канонические формы дидактической литературы:
- дидактический эпос,
- фабульный и бесфабульный, малые фабульные жанры (притча, басня, аполог),
- дидактическая лирика — различные формы изречения

Ещё не выделившиеся на тот момент формы знания:
- агрономия («Труды и дни» Гесиода, «Георгики» Вергилия),
- космогония («De rerum natura» Лукреция),
- философия (Парменид и др.),
- астрономия (Арат), поэтика («Ars poetica» Горация)

Исключительно дидактический характер носит литература раннего буддизма и христианства, лирика суфиев и вообще мистиков Востока и Запада, пуритан и пиетистов; явно преобладает дидактическая литература в эпоху реформации и контрреформации.
Специфическая установка дидактической литературы — «miscere utile dulci» — ставит её перед разрешением ряда своеобразных стилистических задач, определяющих её оформление. Это поиск фабульной формы: отсюда — тяготение дидактической литературы к аллегорическому выражению, позволяющему подавать динамически (путём введения фабульной интриги, драматического конфликта и т. п.) в сущности статический материал.
В области внешнего оформления — Vortrag — можно отметить в дидактической литературе преобладание торжественной периодической речи, обильно усыпанной философскими и научными терминами и соответствующей важности трактуемого предмета. Однако формы фабульных дидактических жанров (басня, моралите и т. п.) допускают и введение сниженных житейски-речевых форм выражения.

## История

### Древний Восток

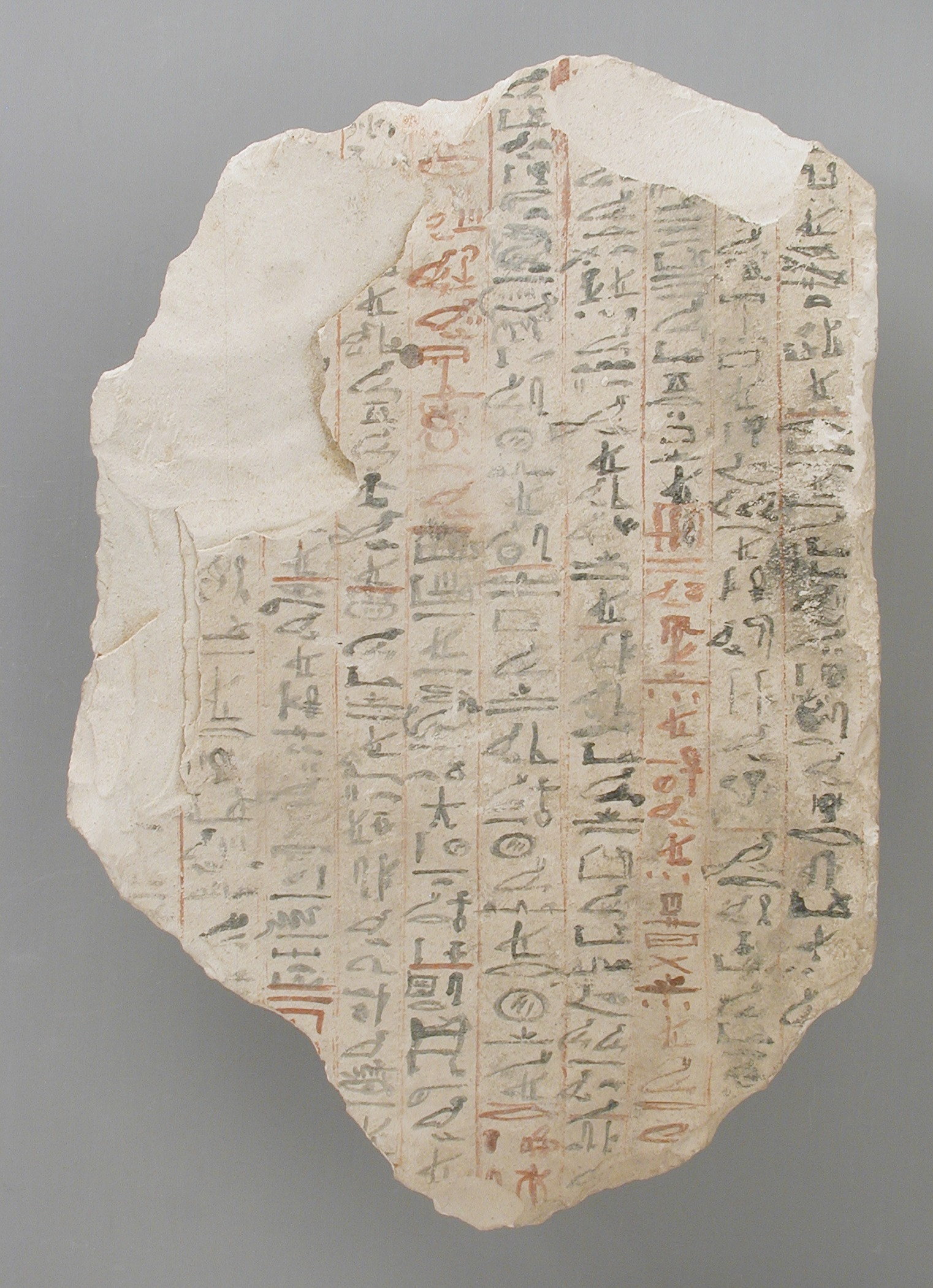
Остракон с фрагментом «Поучения Аменемхата» (1315—1081 годы до н. э.). Музей искусств округа Лос-Анджелес

В Древнеегипетской литературе выделялись «поучения» (sb3 jt), получившие расцвет в период Среднего царства и ставшие каноническими при Новом царстве. Среди известных произведений жанра — «Поучения Кагемни», «Поучения Птаххотепа», «Поучение царя Аменемхата», «Поучение верноподданного».
В клинописном наследии шумеров литература мудрости, говорящая о судьбе и выборе человека в мире, пользовалась не меньшей популярностью. «Писец и его непутёвый сын» (IX в. до н. э.) повествует об ученике, узнающем от учителя нравы. «Сказка о хитром ниппурском бедняке» рассказывает историю обиженного градоначальником человека, которому удалось трижды безнаказанно поколотить своего обидчика. Также известны шумерские басни, пословицы и поговорки.
В библеистике принят термин "Книги мудрости"для обозначения семи писаний: «Книга Иова», «Псалтирь», «Книга притчей Соломоновых», «Книга Екклесиаста», «Книга Премудрости Соломона», «Песнь песней Соломона», «Книга Премудрости Иисуса, сына Сирахова». В иудаизме их обозначают как ктувим («писания»), в христианстве «Книга Иова», «Псалтирь», «Книга притчей Соломоновых», «Книга Екклесиаста» входят в «Ветхий Завет».

### Античность
Гесиод (VIII—VII вв. до н. э.), автор поэмы «Труды и дни», рассказывает, как должен трудиться и жить честный крестьянин. В Риме поэму такого же содержания написал Вергилий под заглавием «Георгики» («Земледельческие стихи»). Поэт Тит Лукреций Кар, последователь философа-материалиста Эпикура, изобразил в поэме «О природе вещей» всё устройство мироздания, человека и общества. Врождённая склонность учить и учиться проявляется уже в одном из самых ранних произведений латинской литературы: прозаическом сочинении Катона Старшего о сельском хозяйстве. Во многих литературных жанрах в Риме обнаруживается дидактический уклон: эпосы Квинта Энния, Вергилия и Овидия, Эвгемера.

### Азия
В Древнем Китае — философская поэма Лао-цзы «Дао дэ цзин». Индийский сборник басен, сказок, притч «Панчатантра».

### Исламская литература
«Кабус-Наме», написанная Кей-Кавусом в 1082—1083 годах рассказывает о поведении в обществе, ведении хозяйства, служении господину, о правилах правления, воспитании наследника и прочем.

### Средневековье
Коллективной памятью народа был героический эпос, в котором нашли отражение его духовная жизнь, идеалы и ценности. Скандинавская поэма «Речи Высокого» учит смертных от лица Одина, как достойно прожить жизнь. Гномические стихи и пословицы соседствуют с волшебными песнопениями и заклинаниями.
Расцвет дидактической литературы. Средневековый человек ожидал от литературы морали, вне морали для него утрачивался весь смысл произведения. Сентенции (изречение нравоучительного характера), заимствованные из Библии и у античных поэтов-сатириков, собирались в специальные сборники, своеобразные учебники житейской мудрости. Из проповедей выделился особый жанр — «примеры» — лаконичные нравоучительные рассказы («Пятнадцать радостей брака»). Например, «Римские деяния» («Gesta romanorum») послужил источником для многих новелл эпохи Возрождения, а также для шекспировской комедии «Венецианский купец».
В бестиариях повадки животных предстают перед читателем как аллегорические образы христианских добродетелей или событий священной истории.
Поддерживаемая католической церковью литургическая драма с ярко выраженной дидактичностью к концу XI века потеряла связь с литургией в связи с усилением развлекательности и зрелищности, проникновением в драму мирского начала. В рамках моралистической литературы к началу XV века оформился особый жанр наставления в «искусстве умирать» (ars moriendi), где излагались правила предсмертной борьбы с дьяволом.
С «Поучения» (XII век) Владимира Всеволодовича Мономаха в русской литературе начинается традиция обсуждения этических вопросов. Оно считается первой светской проповедью.
«Домострой» является памятником русской литературы XVI века, представляющим сборник правил, советов и наставлений по всем направлениям жизни человека и семьи, включая общественные, семейные, хозяйственные и религиозные вопросы.

### Возрождение
Сатирико-дидактическое произведение представителя раннего немецкого гуманизма Себастьяна Бранта (1457 или 1458—1521) «Корабль дураков» (1494), написанное на немецком языке старомодным книттельферзом (силлабическим стихом), сочетает критику общественных нравов и дидактику в стремлении привить бюргерству добропорядочное поведение. Если в Средние века эти пороки осуждались как грехи, то поэт-гуманист всё несправедливое и тёмное рассматривает как проявление человеческого неразумия. По мере того как социальная обстановка в Германии всё более накалялась, жанр этот приобретал несомненную актуальность.
Дидактические стихотворения Ганса Сакса в юмористической форме перечислял «всех императоров Римской империи и сколько каждый царствовал…» (1530), повествовал «О возникновении Богемской земли и королевства» (1537), описывал сто различных представителей царства пернатых (1531) либо слагал «Шпрух о ста животных, с описанием их породы и свойств» (1545).
Джон Баньян и Джон Мильтон в своих трудах превозносили христианскую добродетель.

### Классицизм
Своеобразным манифестом французского классицизма становится дидактическая поэма Н. Буало «Поэтическое искусство». Он выделял основные эстетические требования:
- подражание античным образцам как следствие утверждения абсолютности идеала прекрасного;
- разум как главный критерий художественной правды: «Учитесь мыслить вы, потом уже писать»;
- абстрактность художественного образа;
- дидактическая (поучительная) направленность произведения и искусства в целом;
- соблюдение правил трёх единств (времени, места, действия).

Из просветительских идеалов эпохи вытекала дидактическая направленность литературы. Басня с характерным морализированным иносказанием в русском мире стала вторым после оды популярным жанром.
Расцвет дидактической литературы в эпохи классицизма и просвещения XVII—XVIII веков отмечен также работами Делиль, А. Поп («Опыт о человеке»), Дидро, Руссо, Сен-Ламбер, Ломоносова («Письмо о пользе стекла»), Хераскова, Сумарокова и др.

### XIX—XX века
С XIX века понятие «дидактическое» применительно к искусству стало истолковываться в отрицательном смысле (рассудочное, тенденциозно-назидательное искусство).